# Estahbān (kommunhuvudort i Iran)
Estahbān (persiska: استهبان) är en kommunhuvudort i Iran.   Den ligger i provinsen Fars, i den centrala delen av landet, 800 km söder om huvudstaden Teheran. Estahbān ligger 1 743 meter över havet och antalet invånare är 33 101.
Terrängen runt Estahbān är huvudsakligen kuperad, men västerut är den bergig. Estahbān ligger nere i en dal.Runt Estahbān är det ganska tätbefolkat, med 60 invånare per kvadratkilometer. Det finns inga andra samhällen i närheten. Omgivningarna runt Estahbān är i huvudsak ett öppet busklandskap.